# Hoplophthiracarus toolangiensis
Hoplophthiracarus toolangiensis är en kvalsterart som först beskrevs av Wojciech Niedbała 2006.  Hoplophthiracarus toolangiensis ingår i släktet Hoplophthiracarus och familjen Phthiracaridae. Inga underarter finns listade i Catalogue of Life.